# Дудино (Кировская область)
Дудино — деревня в Кирово-Чепецком районе Кировской области России. Входит в состав Филипповского сельского поселения.

## География
Деревня находится в центральной части Кировской области, в подзоне южной тайги, на правом берегу реки Филипповка, на расстоянии приблизительно 32 км (по прямой) к юго-востоку от города Кирово-Чепецк, административного центра района. Абсолютная высота — 166 м над уровнем моря.
Климат
Климат характеризуется как континентальный, с продолжительной холодной многоснежной зимой и умеренно тёплым коротким летом. Среднегодовая температура — 1,3 — 1,4 °C. Средняя температура воздуха самого холодного месяца (января) составляет −14,4 — −14,3 °C (абсолютный минимум — −35 °С); самого тёплого месяца (июля) — 17,6 — 17,8 °C (абсолютный максимум — 35 °С). Безморозный период длится в течение 114—122 дней. Годовое количество атмосферных осадков — 500—700 мм, из которых около 70 % выпадает в тёплый период. Снежный покров устанавливается в середине ноября и держится 160—170 дней.
Часовой пояс
Деревня Дудино, как и вся Кировская область, находится в часовой зоне МСК (московское время). Смещение применяемого времени относительно UTC составляет +3:00.

## Население
| 2010 |
| ---- |
| 35   |

Половой состав
По данным Всероссийской переписи населения 2010 года, в гендерной структуре населения мужчины составляли 51,4 %, женщины — соответственно 48,6 %.
Национальный состав
Согласно результатам переписи 2002 года, в национальной структуре населения русские составляли 96 % из 50 чел.